# Niels Birger Wamberg
Niels Birger Wamberg (født 3. november 1930, død 9. juni 2020) var en dansk forfatter.
Wamberg blev mag.art. i litteraturvidenskab fra Københavns Universitet i 1959. Han var programredaktør ved DR's kulturredaktion 1960-1969 og lektor ved Danmarks Lærerhøjskole 1969-1991.
Han udgav flere bøger baseret på sin litteraturforskning, ligesom han udgav portrætter af digtere og skuespillere, bl.a. Storm P., Johannes V. Jensen, Klaus Rifbjerg, Lise Nørgaard, Ghita Nørby og Henning Moritzen. Han bidrog desuden til andres værker og var medredaktør på flere udgivelser.
I 1998 modtog han Søren Gyldendal-prisen og i 1989 fik han Rosenkjærprisen. I 2001 fik han Hvassprisen af Det Danske Akademi.
Han var gift med forfatter Bodil Wamberg.